# Bez svatozáře
Bez svatozáře je československý černobílý film z roku 1963. Natočil jej jako svůj pátý snímek režisér Ladislav Helge podle románu Plným krokem Jana Otčenáška. Ten také s Helgem spolupracoval na scénáři. Jde o příběh lidí pracujících ve vesnické továrně na výrobu šamotových cihel, která má být brzy uzavřena.

## Děj
Film vypráví příběh z českého venkova, odkud mladí každé ráno odjíždějí do města za studiem či za prací, zatímco starší generace zůstává a vydělává si na živobytí v místní továrně na výrobu šamotových cihel zvané „Myšárna“. Tovární provoz je už velmi starý a závadový, v podstatě se rozpadá dělníkům pod rukama, oni si věčně stěžují, ale vlastně nedají na továrnu dopustit. Sami jsou také staří, v předdůchodovém věku, jen výjimečně zde nádeničí mladíci, synové zasloužilých pracantů. Ti by rádi odešli jinam, do některého modernějšího provozu v okolí.
Snímek se postupně zaměřuje na jednotlivé členy tohoto pracovního kolektivu, jejich osobnosti, vztahy a životní peripetie. Vypravěč (Miloslav Horníček) doplňuje jejich myšlenky a situace trochu uštěpačně komentuje. Je tu ředitel šamotky Josef Petrák (Martin Růžek), kdysi řadový dělník, který má nyní spoustu starostí s provozem chátrající továrny. I když by mohl odejít jinam, zůstává se svými chlapy jako kapitán opouštějící loď jako poslední. Coby vdovec si tajně myslí na Marii, ale nedokáže jí svůj cit vyjevit. Odborář Strnad (Bohuš Záhorský) je posedlý svojí odborovou činností, topič Janda (Otomar Krejča) zkouší ochotnické divadlo, ale v práci si neustále stěžuje. Technik Babič (Karel Höger) zase ve volném čase opravuje starý automobil, aby jím mohl odvézt svou dceru na svatbu. Živý a neodbytný Perk šíří „zaručené zprávy“ a s oblibou pytlačí v lese.
Jednou přijede do továrny komise z ministerstva a to, co všichni dlouho tuší a čím je Perk straší jako zaručenou zprávou, se stane skutečnosti. Továrna už nedostane dotaci a musí skončit. Hodně těžce to nese mistr Hirš a už už se chystá spáchat sebevraždu, ale nakonec k ní nedojde. Zato starý a stále pokašlávající Bára už se uzavření továrny nedožije.

## Postavy a obsazení
Hlavní postavy ve filmu ztvárnili:
| Zdeněk Štěpánek | Hirš, tovární mistr               |
| Ladislav Pešek  | Perk, dělník a pytlák             |
| Otomar Krejča   | Eman Janda, dělník                |
| Karel Höger     | Karel Babič                       |
| Martin Růžek    | Josef Petrák, ředitel šamotky     |
| Věra Bublíková  | Marie, dělnice                    |
| Bohuš Záhorský  | Jakub Strnad, odborový funkcionář |
| Walter Taub     | Antonín Bára, dělník              |
| Václav Lohniský | Bílek, vrátný                     |

Dále hrají: Gustav Hilmar, Jan Skopeček, Václav Wasserman, Josef Kozák, Václav Sloup, Lenka Fišerová, Helena Šimková, Václav Mareš, František Pivoňka, Olga Adamčíková, Hermína Vojtová, Adam Matějka, Věra Tichánková, Jaroslav Moučka, Arnošt Faltýnek, Jiří Klem, Oldřich Vlach, Jana Gýrová, Petra Sládková, Jan Zajíc, Jiří Cerha, Jiří Kostka, Alois Ostr, Josef Čermák, Eva Glücková. Vypravěč: Miroslav Horníček.

## Výroba a uvedení
Film vyrobilo Filmové studio Barrandov, tvůrčí skupina Šmída – Fikar. Natáčelo se zejména ve Vysokém Chlumci na Příbramsku, za továrnu posloužil místní pivovar, ve filmu se objevuje také hrad či nedaleký Vápenický rybník.
Ústřední půjčovna filmů snímek uvedla do kin premiérou 3. července 1964.